# Балка Тернівка
Балка Тернівка — річка в Україні, у Криворізькому районі Дніпропетровської області. Права притока Дніпра (басейн Дніпра).

## Опис
Довжина річки 11 км, похил річки — 3,0 м/км. Площа басейну 122 км². Витік річки зруйнований.

## Розташування
Бере початок на південно-східній стороні від селища Тік. Спочатку тече на південний захід, потім на південний схід і у селі Мар'янське впадає у річку Дніпро.
Річку перетинає автошлях Н23